# Сенатская провинция
Сенатские провинции (лат. provincia populi Romani) — провинции в Римской империи, губернаторы которых назначались Сенатом. В отличие от императорских провинций сенатские были далеки от неспокойных рубежей империи, а опасность тамошних восстаний была минимальной. В связи с этим в данных провинциях не имелось постоянных легионов и присутствовало лишь небольшое количество вспомогательных войск, что уменьшало вероятность применения сенатом вооружённой силы по отношению к императору. Наместники сенатских провинций (проконсулы и пропреторы) обладали только гражданскими полномочиями. Несмотря на то что эти провинции подчинялись сенату, император всё же имел право участвовать в их управлении, если считал нужным. Разделение на императорские и сенатские провинции было принято вскоре после провозглашения императором Октавиана Августа.
В 14 году следующие провинции имели статус сенатских (Страбон, книга 17.3.25):
- Азия;
- Ахея;
- Африка;
- Бетика;
- Вифиния;
- Кипр;
- Крит и Киренаика;
- Македония;
- Нарбонская Галлия;
- Понт;
- Сицилия.

Италия являлась особой сенатской провинцией, поскольку управлялась не губернатором, а напрямую римским сенатом.